# Opera postuma
Un'opera postuma è un'opera pubblicata o comunicata al pubblico per la prima volta dopo la morte dell'autore.
Caso particolare è l'opera pubblicata dopo l'estinzione dei diritti patrimoniali dell'autore, passati quindi i settanta anni previsti dalla legge italiana (Art. 25 Legge n.633/41) dalla morte di quest'ultimo.
La legislazione sul diritto d'autore si basa in quasi tutti i paesi del mondo sulla data di morte dell'autore.Schema riassuntivo della durata Le regole ordinarie penalizzerebbero pertanto le opere postume. Il legislatore ha inteso proteggere l'interesse economico dell'industria culturale per gli investimenti fatti per il recupero delle opere non edite durante la vita dell'autore.
La legge tutela il diritto esclusivo di utilizzazione economica di tali opere. Nel caso in cui i diritti d'autore sull'opera siano ancora validi, saranno eredi o legatari a detenere il diritto di pubblicare opere inedite dell'autore, sempre nel rispetto delle clausole che quest'ultimo ha espresso, secondo quanto detto nell'Art. 24 comma 1 e 2 della Legge del 22 aprile 1941 n. 633.
Art 24
[1]. Il diritto di pubblicare le opere inedite spetta agli eredi dell'autore o ai legatari delle opere stesse, salvo che l'autore abbia espressamente vietata la pubblicazione o l'abbia affidata ad altri.
[2]. Qualora l'autore abbia fissato un termine per la pubblicazione, le opere inedite non possono essere pubblicate prima della sua scadenza.
Qualora vi siano dissensi fra le persone indicate nel primo comma la decisione spetterà all'attività giudiziaria, in accordo con il pubblico ministero.
Nel caso in cui i diritti patrimoniali dell'autore vengano meno e che l'opera inedita in questione sia quindi ritenuta di dominio pubblico, tali diritti di utilizzazione economica e pubblicazione vengono garantiti ad una qualsiasi impresa culturale interessata alla pubblicazione o alla comunicazione al pubblico di tale opera, nel rispetto delle clausole scritte nell'Art.85-ter della Legge del 22 aprile 1941 n. 633.
Art.85-ter
“[1]. Senza pregiudizio dei diritti morali dell'autore, a chi, dopo la scadenza dei termini di protezione del diritto d'autore, lecitamente pubblica o comunica al pubblico per la prima volta un'opera non pubblicata anteriormente spettano i diritti di utilizzazione economica riconosciuti dalle disposizioni contenute nella Sezione I del Capo III, del Titolo I della presente legge, in quanto applicabili.
[2]. La durata dei diritti esclusivi di utilizzazione economica di cui al comma 1 è di venticinque anni a partire dalla prima lecita pubblicazione o comunicazione al pubblico”.'
L'Art.85-ter è stato introdotto dal D. Lgs 154/1997, di diretta attuazione della Direttiva Comunitaria 93/98/CE Archiviato il 2 luglio 2019 in Internet Archive. sull'armonizzazione della durata di protezione dei diritti d'autore e connessi. In suddetto articolo inoltre la durata di validità dei diritti esclusivi di utilizzo economico dell'opera è stata estesa dai 20 anni previsti dalla legislatura italiana ai 25 previsti dalla Comunità Europea.
Invece, per le opere pubblicate per la prima volta dopo la morte dell'autore, che non ricadono nella previsione dell'articolo 85-ter, la durata dei diritti esclusivi di utilizzazione economica è di settant'anni a partire dalla morte dell'autore.
Clausole fondamentali per procedere alla pubblicazione di un'opera postuma sono il rispetto dei diritti morali dell'autore ed il consenso di eredi o legatari alla pubblicazione della stessa. Questi ultimi, pur non avendo alcun diritto economico sull'opera, secondo l’Art.23 della Legge n.633, hanno senza limiti di tempo la possibilità di far valere i diritti morali dell'autore.